# Juelsminde Kommune
Juelsminde Kommune i Vejle Amt blev dannet ved kommunalreformen i 1970. Ved strukturreformen i 2007 blev den indlemmet i Hedensted Kommune sammen med det meste af Tørring-Uldum Kommune.

## Tidligere kommuner
Juelsminde Kommune blev dannet inden kommunalreformen ved frivillig sammenlægning af 4 sognekommuner:
| Kommune         | Folketal september 1965 | Byer                        |
| --------------- | ----------------------- | --------------------------- |
| As-Klakring     | 3.188                   | Hosby, Overby og Juelsminde |
| Barrit-Vrigsted | 1.965                   | Barrit                      |
| Hornum          | 193                     |                             |
| Stouby          | 1.700                   |                             |
| Juelsminde      | 7.046                   |                             |

I den nordlige del af Bjerre Herred blev 2 sognekommuner også lagt sammen frivilligt:
| Kommune     | Folketal september 1965 | Byer            |
| ----------- | ----------------------- | --------------- |
| Glud-Hjarnø | 1.557                   | Glud og Snaptun |
| Skjold      | 744                     |                 |
| Glud-Skjold | 2.301                   |                 |

Ved selve kommunalreformen blev Glud-Skjold og yderligere 2 sognekommuner lagt sammen med Juelsminde:
| Kommune         | Folketal 1. januar 1970 | Byer               |
| --------------- | ----------------------- | ------------------ |
| Juelsminde      | 7.273                   |                    |
| Glud-Skjold     | 2.234                   |                    |
| Nebsager-Bjerre | 1.797                   | Hornsyld og Bjerre |
| Rårup           | 2.066                   | Rårup              |
| I alt           | 13.370                  |                    |

Hertil kom Stenderup Sogn med byen Stenderup. Det sogn hørte til sognekommunen Urlev-Stenderup, som havde 1.219 indbyggere. Urlev Sogn kom til Hedensted Kommune, men kommunegrænsen blev justeret så Juelsminde fik 2-3 matrikler i Urlev Sogn og Hedensted fik 2 matrikler i Stenderup Sogn. Dele af 4 matrikler på i alt 1990 m² i Skjold Sogn kom til Horsens Kommune.

## Sogne
Juelsminde Kommune bestod af følgende sogne, alle fra Bjerre Herred undtagen Stenderup Sogn, der hørte til Hatting Herred:
- As Sogn
- Barrit Sogn
- Bjerre Sogn
- Glud Sogn
- Hjarnø Sogn
- Hornum Sogn
- Klakring Sogn, som Juelsminde Sogn blev udskilt fra 1. december 1979
- Nebsager Sogn
- Rårup Sogn
- Skjold Sogn
- Stenderup Sogn
- Stouby Sogn
- Vrigsted Sogn

## Borgmestre[4]
| Navn                  | Parti                       | Periode   |
| --------------------- | --------------------------- | --------- |
| Harald Christensen    | Venstre                     | 1970-1982 |
| Jørn Bjerre Rasmussen | Det Konservative Folkeparti | 1982-2002 |
| Jørgen Harfeld        | Venstre                     | 2002-2003 |
| Peter Schmidt Hansen  | Venstre                     | 2003-2006 |